# Moorish Science Temple of America

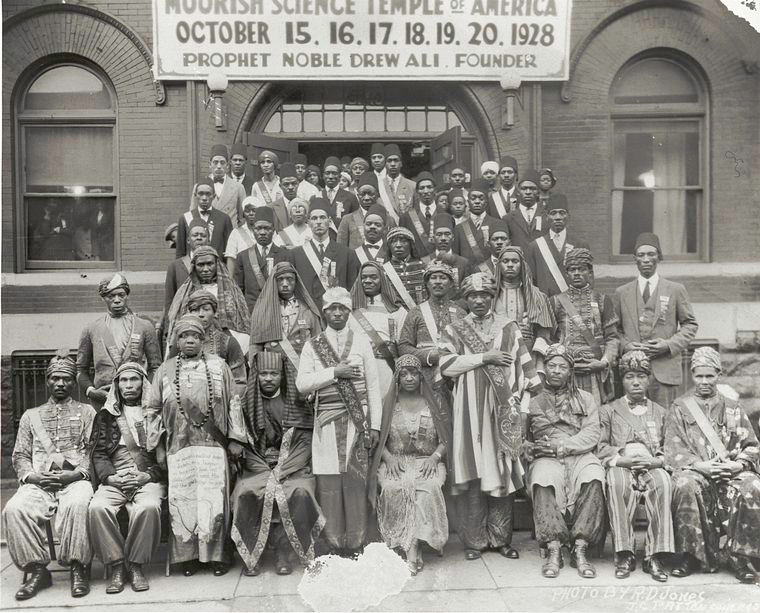
Partecipanti al conclave del Moorish Science Temple of America nel 1928. In prima fila, in piedi, vestito di bianco, c'è Drew Ali.

Il Moorish Science Temple of America è un'associazione religiosa statunitense fondata all'inizio del XX secolo da Timothy Drew.
Nonostante si presenti come una setta dell'Islamismo, essa racchiude elementi estranei a questa religione e trae ispirazione dal Buddhismo, dal Cristianesimo, dalla Massoneria, dallo Gnosticismo e dal Taoismo, proponendo dei messaggi di orgoglio, di elevamento, autodeterminazione, trasformazione personale ed autosufficienza. Oltre a questo ha come scopo quello di dare un senso di identità agli Afroamericani e di renderli partecipi della vita civile nei paesi dell'emisfero boreale. Uno dei principi fondamentali del Moorish Science Temple of America è la credenza che gli Afroamericani di oggi siano i discendenti dei Mori, specialmente quelli provenienti dal Marocco, anche se, nei loro testi religiosi, gli aderenti si riferiscono a sé stessi come "Asiatici".
Il Moorish Science Temple America fu fondato nel New Jersey, nel 1913, da Timothy Drew, che amava chiamare sé stesso il Profeta Nobile Drew Ali. Dopo qualche difficoltà Drew si trasferì a Chicago, stabilendo un tempio nella città come anche in altri maggiori città statunitensi, dove si vede una grande e rapida espansione dello stesso durante la fine degli anni venti. La rapida espansione fu molto probabilmente dovuta al fatto che molti Afroamericani dell'epoca erano alla ricerca di una propria identità e di un contesto nel quale vivere senza discriminazioni.
Nel tempo sorsero dei disguidi interni, soprattutto a seguito della morte di Drew Ali, e rivalità religiose fra leader e congregazioni inasprirono i rapporti all'interno dell'organizzazione, favorendo la nascita di almeno tre separate sette religiose. In particolar modo si distinse la setta islamica militante Nation of Islam, fondata da Wallace Fard Muhammad, e che scatenò una battaglia interna per l'adesione al nuovo gruppo. Negli anni trenta i membri del Moorish Science Temple of America erano circa 30.000, un terzo dei quali sono a Chicago. Nel dopoguerra il numero dei membri continuò tuttavia a crescere, sebbene ad un ritmo più lento.
Verso la fine del XX secolo i cambiamenti culturali e demografici hanno sostanzialmente diminuito la forza attrattiva dell'organizzazione nelle persone giovani ed oggigiorno si contano all'incirca 800 aderenti nelle quattro maggiori città statunitensi, nonostante la setta dichiari di avere 260 tempi aperti in tutti gli Stati Uniti d'America.

## Le origini di Drew Ali
Drew Ali è nato l'8 gennaio 1886, in Nord Carolina, USA. Alcuni resoconti sui suoi antenati affermano che fosse il figlio di due ex schiavi che fu adottato da una tribù Cherokee, oppure che fosse il figlio di uomo marocchino mussulmano e di una donna Cherokee.

## Fondazione del Moorish Science Temple of America e fondamenti religiosi
Drew Ali riferisce che durante i suoi molteplici viaggi incontrò un alto sacerdote della magia egizia. In una versione della sua biografia presenta sé stesso come la reincarnazione dello stesso sacerdote egiziano, mentre, in altre, è proprio il sacerdote a riconoscerlo come reincarnazione di Buddha, Maometto ed altri importanti profeti. Secondo quanto riferisce la prima biografia il sacerdote procurò a Drew Ali una sezione perduta del Corano e lo introdusse al misticismo, addestrandolo sui temi. Questo testo fu conosciuto successivamente come il Holy Koran of the Moorish Science Temple of America, che non va confuso minimamente con il Corano islamico ufficiale. È anche chiamato Circle Seven Koran, a causa della sua copertina, composta da un 7 rosso nel mezzo di un cerchio blu. In realtà Drew Ali prese alcune parti del libro da alcuni testi rosacrociani, come ad esempio Unto Thee I Grant, e buona parte di esso è tratto dal Vangelo Acquariano di Gesù Cristo, pubblicato nel 1908 dal predicatore esoterico Levi Dowling. Nel Vangelo Acquariano, Dowling narra e descrive i presunti viaggi di Gesù Cristo sia in Asia, in particolare in India, che in Egitto e in Palestina; viaggi che il Messia avrebbe intrapreso durante gli anni che non sono narrati nel Nuovo Testamento (buona parte dei primi trent'anni di vita). Drew ed i suoi seguaci usarono questo materiale per proclamare che Gesù Cristo ed i suoi discepoli erano Asiatici. Da sottolineare il concetto secondo il quale Drew Ali considerasse "Asiatici" tutti gli uomini dalla pelle nera od olivastra, mentre considerasse tutti i bianchi come Europei, suggerendo un'alleanza fra gli Asiatici.
Drew formò il Moorish Science Temple of America da una vasta varietà di fonti, "una rete di spiritualità alternative che si focalizzassero sul potere dell'individuo di effettuare una trasformazione personale attraverso una conoscenza mistica e nel divino". Negli anni della guerra, sia a Chicago che in altre città, Drew Ali propugnò questi concetti predicando l'orgoglio razziale e l'emancipazione. Questo approccio fece appello a migliaia e migliaia di afroamericani che passavano, in quegli anni, da condizioni di vita e di lavoro oppressive ed ingiuste ai nuovi ambienti urbani, dove erano costretti a continuare la loro lotta.
Drew proclamò di essere stato consacrato come il "nobile" Drew Ali, il profeta. Lanciò così la sua carriera come leader del Moorish Science Temple of America, insegnando ai suoi seguaci di "pregare rivolti verso l'est, considerare il Venerdì come giorno santo, chiamare il loro Dio Allah e il loro capo religioso Profeta". Disse inoltre che "i Mori-Americani non sono obbligati a seguire l'Islamismo nella sua completezza", che devono pregare cinque volte al giorno, recarsi a La Mecca soltanto se essi lo desiderano. Molti inni religiosi della setta sono riadattamenti di inni cristiani comuni nelle chiese delle comunità nere.

## Usanze e credo religioso
Il nobile Drew Ali credeva che tutti gli Afroamericani fossero Mori discendenti del popolo dei Moabiti (provenienti dal Nord-Ovest dell'Africa), che l'Islamismo ed i suoi insegnamenti fossero benefici per la loro salvezza sulla terra e che la loro vera natura si sia mantenuta con loro, nonostante la lontananza dal luogo di origine. Nella tradizione che ha fondato gli uomini indossano un fez e le donne un turbante.
I membri del Moorish Science Temple of America aggiungono i suffissi Ali, Bey o El, ai loro cognomi, stando questa aggiunta a significare che la loro eredità è quella dei Mori e che possono cominciare una nuova vita come Mori-Americani. Questo cambio nel nome sta anche a significare un recupero delle origini e delle tradizioni che prende il posto della loro vecchia identità di eredi dello schiavismo, in nome di una identità nuova e libera.
Quando Drew cominciò a predicare ai Mori-Americani su come essere dei cittadini migliori, fu autore di discorsi che spingevano gli afroamericani a non accettare appellativi come "negro" o "di colore" o "nero", asserendo che l'odio andava respinto e l'amore abbracciato. Sostenne inoltre che Chicago sarebbe diventata una nuova La Mecca.
Gli uscieri del tempio indossano dei fez neri. Il leader di un particolare tempio è conosciuto con l'appellativo di Grande Sceicco o Governatore. Drew Ali, inoltre, fu famoso per avere avuto molte mogli. Come stabilito dal Chicago Defender detenne il potere di sposarsi e divorziare come avrebbe preferito.

## Storia del Moorish Science Temple of America

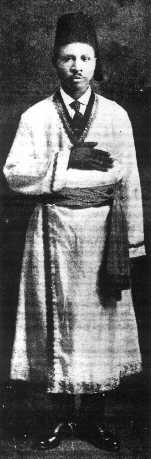
Il nobile Profeta Drew Ali

### Il movimento alle origini
Nel 1913 Drew Ali formò il Canaanite Temple a Newark, nel New Jersey. Fu costretto ad abbandonare la città a seguito di agitazioni popolari dopo che aveva affermato alcune cose sulla razza. Drew Ali ed i suoi seguaci se ne andarono ed ebbero modo di fondare a Filadelfia, Washington e Detroit, le prime congregazioni. Alla fine si stabilì a Chicago, nel 1925, dicendo che il Midwest era più vicino all'Islam. Negli anni seguenti registrò il tempio come il numero 9. In quel tempo istruì i suoi seguaci affinché non fossero in conflitto con i bianchi ma operassero per essere generalmente rispettati. In quel modo cercava di costruire la loro casa negli Stati Uniti d'America, insegnando la loro identità culturale e ad essere loro stessi. Sul finire degli anni '30 i giornalisti della zona stimarono in circa 35.000 le unità appartenenti al tempio, suddivisi per 17 tempi nelle maggiori città. Erano costantemente monitorati dalla polizia americana.
In quel periodo il movimento si fece amici a Chicago e Drew Ali arrivò perfino a presenziare alla cerimonia d'inaugurazione per l'elezione del nuovo governatore dell'Illinois, nel 1929, oltre ad avere una stretta collaborazione con il politico Daniel Jackson, afroamericano.

### La scissione interna e l'assassinio
All'inizio del 1929, a seguito di un disguido sulla situazione finanziaria della setta, Claude Green Bey, l'uomo d'affari responsabile del tempio numero 1 di Chicago, abbandonò il Moorish Science Temple, si proclamò da solo Gran Sceicco e radunò a sé un nutrito gruppo di seguaci. Il 15 marzo Green-Bey fu accoltellato a morte davanti all'Unity Hall of Moorish Science Temple, all'Indiana Avenue di Chicago.
Ali Drew era fuori città in quel periodo poiché stava trattando con l'ex Gran Governatore Supremo Lomax Bey (professore Ezaldine Muhammad), il quale però aveva supportato l'omicidio dell'uomo. Quando Drew Ali fece ritorno a Chicago la polizia decise di arrestarlo, assieme ad altri discepoli, poiché sospettato di aver istigato il delitto. Nessuna accusa fu però mossa nei suoi confronti.

### La morte di Drew Ali
Poco dopo il suo rilascio da parte della polizia, Drew Ali fu ritrovato morto a casa sua, il 20 luglio 1929. Aveva 43 anni. Nonostante le reali cause della sua morte siano imprecise e non chiare, il certificato di morte stabilì che il nobile Drew Ali morì di tubercolosi polmonare. Il referto non bastò però a calmare le acque. Molti seguaci accusarono la polizia di avergli causato gravi ferite che lo hanno condotto alla morte, mentre altri hanno accusato gli stessi membri del Moorish Science Temple of America di averlo ucciso a coltellate. Altri pensarono si trattò solamente di polmonite. Un moro disse al Chicago Defender: "Il Profeta non era malato: il suo lavoro era terminato. Appoggiò la testa sopra il grembo di uno dei suoi discepoli e svenne".

### La successione e lo scisma
La morte del nobile Drew Ali causò tutta una serie di nuovi nomi pronti alla sua successione. Fratello Edward Mealy El dichiarò che fu Drew Ali stesso a designarlo come suo successore. In agosto, dopo appena un mese dalla morte del profeta, John Gives El, il suo autista, dichiarò che era Drew Ali reincarnato. Disse di essere svenuto mentre guidava la sua auto e di aver avuto una visione nella quale "il segno di una stella e di una mezzaluna gli apparvero agli occhi". In settembre, all'Unity Conference, sostenne le medesime cose. Tuttavia i governatori del Moorish Science Temple indicarono Charles Kirkman Bey come successore di Drew Ali e lo nominarono Gran Consigliere.
Con il supporto di vari templi per ognuno, sia Ed Mealy El che John Givens El, diedero vita a tre differenti fazioni dello stesso Moorish Science Temple. Tutte e tre le fazioni sono tuttora attive.
All'inizio della gestione del nuovo Gran Consigliere vi fu un curioso e tragico episodio. Il 25 settembre 1929 la moglie di Kirkman Bey disse alla polizia di essere stata rapita da una certa Ira Johnson. Accompagnati da due Mori-Americani, alcuni poliziotti fecero visita a casa Johnson, ma ad accoglierli vi fu una sparatoria. Vi fu una rapida escalation che protrasse la sparatoria a tutto il quartiere. Alla fine un poliziottio fu ucciso, assieme ai due Mori-Americani, ed un secondo poliziotto morì a causa delle ferite riportate più tardi. La polizia prese in custodia cautelare 60 persone ed ordinò un controllo totale della zona della South Side di Chicago per tutta la notte, patrocinata da 1000 membri delle forze dell'ordine. Johnson ed altri due furono presto condannati per omicidio.
Kirkman Bey rimase il leader della fazione più importante della setta fino al 1959, quando le redini passarono a F. Nelson Bey.

### La Nation of Islam
La comunità fu ulteriormente scissa quando Wallace Fard Muhammad, conosciuto al tempio come David Ford-el, proclamò di essere la reincarnazione di Drew Ali. Quando la sua leadership fu respinta, Ford-el abbandonò la setta religiosa. Si trasferì a Detroit, dove formò il suo nuovo gruppo, la Nation of Islam, anche se la Nation of Islam nega qualsiasi tipo di rapporto con il Moorish Science Temple of America.

### Gli anni '30
Nonostante i tumulti e le defezioni il movimento continuò a crescere durante gli anni trenta. È stato stimato che i membri della setta ammontavano a circa 30.000 e vi erano maggiori congregazioni sparse tra Philadelphia, Detroit e Chicago. Un terzo dei suoi membri viveva a Chicago, il centro del movimento religioso. C'erano congregazioni in numerose altre città degli USA, dove gli afroamericani rappresentavano un'alta fetta della cittadinanza. Il gruppo pubblicò numerosi riviste e giornali. Uno di questi fu il Moorish Guide National. Negli anni '30 e '40 continuò ad essere sorvegliato da parte della polizia (successivamente FBI), a causa anche di crescenti critiche al governo.

### Sotto controllo dell'FBI
Durante gli anni della seconda guerra mondiale, il Moorish Science Temple of America ed in particolare la fazione guidata da Kirkman Bey, furono sotto stretta sorveglianza dell'FBi, il quale erroneamente li credeva collaboratori segreti dei giapponesi. Non trovarono mai di fatto alcuna connessione o prova qualsiasi che stesse ad indicare un qualche tipo di simpatia per i giapponesi.
Gli studiosi stimarono che negli anni '50 i membri della setta erano circa 60.000, divisi in 35 templi. Negli anni '50 e sessanta si ebbe una lenta ma costante crescita nel gruppo. Tuttavia, nell'ultima parte del XX secolo, cominciò un declino inesorabile nelle adesioni.

### Dagli anni '80 ai nostri giorni
Nel 1984 la congregazione di Chicago acquistò un edificio di proprietà di monaci buddisti, presso Ukrainian Village, che fu nominato il tempio numero 9. I cambiamenti demografici e culturali causarono un forte abbassamento di attrattiva nei confronti delle giovani generazioni e nel 2007 si conta che solamente 200 membri abbiano partecipato alla convention, invece che il migliaio del passato. Negli anni 2000 i più famosi templi contano circa 200 membri per ognuna e la maggioranza di questi sono persone anziane.